# Ізідор Нібізі
Ізідор Сен'янж Нкунзімана Нібізі (Isidore Senyange Nkunzimana Nibizi) — бурундійський дипломат і політик — політичний лідер партії FNL (фр. Forces nationales de libération), колишньої повстанської групи.

## Загальні відомості
Ісідор Нібізі за освітою урбаніст. Закінчивши Інститут архітектури в Бурунді він протягом року викладав в професійно-технічному училищі в Гітезі (école des travaux pubs).
1990 року був відповідальним за будівництво невеликих міст у Бурунді (проект «d'Aménagement des Centre Urbains»).
Виступивши проти режиму П'єра Буйоя, який переслідував представників народності хуту, був 2 роки ув'язнений до моменту його звільнення президентом Ндадайє.
Після вбивства президента Ндадайє, примкнув до повстанського руху Паліпехуту, який згодом перетворився на FNL.
Після закінчення війни у Бурунді 2008 року (підписання Угоди в Аруші про прининення війни та референдум), він повернувся до мирного життя і 2009 року був призначений послом Бурунді в Росії.
2010 року після виборів у Бурунді, партія FNL вийшла з Уряду на знак протесту проти того, що президент Нкурунзіза вкрав голоси на цих виборах. Ісідор Нібізі негайно подав у відставку з посади посла і продовжив виконувати функції політичного лідера FNL.